# モニカ・メイソン
モニカ・メイソン（Monica Mason, DBE、1941年9月6日 - ）は、イギリスのバレエダンサー、バレエ教師、芸術監督である。多才なダンサーとして、熟練したリハーサル・ディレクターとして、そして有能な経営者として、50年以上に渡りロイヤル・バレエ団で働き、そのいずれの役割でも高い評価を受けている。

## 幼少期
モニカ・マーガレット・メイソンとして、南アフリカのヨハネスブルグでイギリス人を祖先に持つ家庭に生まれた。幼い頃からバレエを学び始め、ルース・イングルストーン、レイナ・バーマン、フランク・スタッフに師事した。のちにロンドンのネスタ・ブルッキングの教えを受け、1956年にはロイヤル・バレエ学校に入学した。

## バレエダンサーとして
1958年、16歳でロイヤル・バレエ団のコール・ド・バレエとして入団したが、これは同団最年少であった。間もなく『春の祭典』の改訂演出を委嘱されていた振付家ケネス・マクミランの目に留まった。『春の祭典』は1913年にセルゲイ・ディアギレフ率いるバレエ・リュスの初演の際に大騒動が起きたイーゴリ・ストラヴィンスキーの音楽による作品であるが、メイソンの才能とエネルギーに感銘を受けたマクミランは、その若さと無邪気さを大いに意識して生贄の乙女に配役した。公演でメイソンは目覚ましい成功を収め、マクミランにとっても特別お気に入りのダンサーとなった。その後、メイソンはマクミランがロイヤル・バレエ団のために振り付けた作品のほとんどすべてを踊っており、そのうち6つで初演者として役柄を作り上げている。生贄の乙女以外のものは、以下のとおりである。
- 『マノン』（1974年）：ジュール・マスネ作曲。レスコーの情婦役。
- 『Elite Syncopations』（1975年）：スコット・ジョプリン作曲。役割：カリオペラグ。
- 『四季』（1975年）：ジュゼッペ・ヴェルディ作曲。夏役。
- 『Rituals』（1975年）：バルトーク・ベーラ作曲（2台のピアノと打楽器のためのソナタ）。助産師役[6]。
- 『イサドラ』（1981年）：リチャード・ロドニー・ベネット作曲。乳母役。

1963年にソリスト、1968年にプリンシパルに昇格した。そのレパートリーにおいて演じた役柄は幅広く、『白鳥の湖』のオデット/オディールや『ラ・バヤデール』のニキヤといった古典作品の主役から、マクミランがグスタフ・マーラーの「大地の歌（Das Lied von der Erde）」に振り付けた『大地の歌（Song of the Earth）』などの純粋に抽象的な作品も含まれる。ニネット・ド・ヴァロアの『チェックメイト』では冷酷な黒のクイーンを演じ、一方ではフレデリック・アシュトンの『エニグマ変奏曲』では優しく上品なレディ・エルガーを演じるなど、さまざまな役柄でドラマティックな演技を見せた。冷たく取り付く島も見せない『ジゼル』のミルタや、猛烈な悪意を放つ『眠れる森の美女』のカラボスなども特筆される。ジョージ・バランシンの『Liebeslieder Walzer』やジェローム・ロビンズの『Dances at a Gatnering』などの刺激的な作品では、暖かさや愛嬌、優雅さも見せている。

## 管理職として
コヴェント・ガーデンのロイヤル・オペラ・ハウスの舞台で長く過ごした後、バレエ・ミストレスやバレエ教師としてのキャリアにも踏み出した。1980年にはマクミラン作品の主任レペティートル（リハーサル・ディレクター）に任じられた他、ロイヤル・バレエ学校で年長の女子に古典作品のヴァリアシオンを教えるようになった。1984年にはロイヤル・バレエ団の主任レペティートルとなり、1988年には芸術監督のアシスタント、そして1991年には当時の芸術監督アンソニー・ダウエルの助監督となった。2002年には管理職としてのキャリアの集大成となる芸術監督に任命された。在任中の10年間で多くの才能を育て、またレパートリーを大幅に充実させて、2012年7月に引退した。振付家ピーター・ライトは、ロイヤル・バレエ団の創設者で初代芸術監督でもあるニネット・ド・ヴァロア以来、最高の芸術監督であると評している。

## 栄誉
その長いキャリアで大きな功績を挙げ、数々の栄誉に浴している。2002年に大英帝国勲章オフィサー章を受章し、2008年にはデイム・コマンダーに昇叙されている。